# Val d'Isere Championship
Val d'Isere Championship är ett vintersportspel till SNES med skidåkning och snowboardåkning. Spelet fick titeln Ski Paradise with Snowboard (スキーパラダイス WITH スノーボード?) i Japan och Tommy Moe's Winter Extreme: Skiing & Snowboarding i Nordamerika.
Spelet är i Europa namngivet efter Val-d'Isère; där herrarnas olympiska störtlopp 1992 avgjordes. och i Nordamerika efter den amerikanske alpine skidåkaren Tommy Moe.

## Mottagande
Gamebro gav betyget 4 av 5 i februarinumret 1994. Game Players gav betyget 77%. Spelet röstades fram till "1994 års bästa simulatorspel" i Gamefans Megawards.

### Fotnoter
1. ↑  ”kompositörsinformation”. SNES Music. http://www.snesmusic.org/v2/profile.php?selected=14866&profile=set. Läst 13 januari 2013.
2. ↑  ”Release information”. GameFAQs. Arkiverad från originalet den 20 februari 2010. https://web.archive.org/web/20100220195208/http://www.gamefaqs.com/console/snes/data/588800.html. Läst 22 maj 2008.
3. 1 2  ”Release information”. MobyGames. http://www.mobygames.com/game/snes/tommy-moes-winter-extreme-skiing-snowboarding. Läst 28 december 2011.
4. ↑  ”Japanese title”. superfamicom.org. http://superfamicom.org/info/ski-paradise-with-snowboard/. Läst 22 maj 2008.